# Sansevieria grandicuspis
Sansevieria grandicuspis là một loài thực vật có hoa trong họ Măng tây. Loài này được Haw. miêu tả khoa học đầu tiên năm 1812.